# Bolu
Pour les articles homonymes, voir Claudiopolis.
Bolu (en grec Bithynion, Βιθύνιον, en latin Bithynium et Claudiopolis) est une ville de Turquie, préfecture de la province du même nom.

## Géographie
Le district de Bolu a une population de 156 100 hab. en 2008
| Année    | 2000    | 2007    | 2008    |
| -------- | ------- | ------- | ------- |
| Ville    | 84 565  | 107 857 | 120 001 |
| District | 135 009 | 156 498 | 156 100 |
| Province | 270 654 | 270 417 | 268 882 |

## Histoire
La région a fait partie des royaumes Hittites au IIe millénaire av. J.-C.. Au Ve siècle av. J.-C., elle devient l'une des principales cité de Bithynie. Strabon signale qu'elle est nommée Bithynion et Claudiopolis. Il parle de la fertilité de la plaine, de son bétail et de sa production de fromage.
D'après Pausanias (IIe siècle), Antinoüs, le favori de l'empereur Hadrien était originaire de la ville de Bithynion qui a été fondée par des Arcadiens de Mantinée »
La région n'a pas été atteinte par les incursion arabes du VIIe et IXe siècles, les Byzantins se sont maintenus dans la région jusqu'au XIe siècle.
Au XIIIe siècle, les beys de la dynastie Candar règnent un moment à Bolu, leur territoire est progressivement annexé par leurs voisins Ottomans. En 1325, la ville est annexée par les Ottomans. Vers 1332/1333, Ibn Battuta passe à Bolu. Il éprouve quelques difficultés à franchir à gué la rivière avant d'entrer dans la ville. La ville dépend alors de Orhan « sultan de Bursa » qui est alors la capitale ottomane.

## Personnalités
- Nazım Hikmet (1902-1963) écrivain et poète a été enseignant à Bolu en 1921[6].
- Şakir Bilgin, écrivain né à Bolu
- Nejat İşler, acteur né à Bolu
- Şenol Sak, peintre né à Bolu